# Rio Bom (Ivaí)
Der Rio Bom ist ein etwa 119 km langer rechter Nebenfluss des Rio Ivaí im Inneren des brasilianischen Bundesstaats Paraná.

## Geografie

### Lage
Das Einzugsgebiet des Rio Bom befindet sich auf dem Terceiro Planalto Paranaense (Dritte oder Guarapuava-Hochebene von Paraná). Es liegt südlich von Maringá und Apucarana.

### Verlauf
Sein Quellgebiet liegt im Munizip Marilândia do Sul auf 816 m Meereshöhe auf der Serra do Cadeado etwa 2 km nordwestlich der Ortschaft Santa Cruz in der Nähe der BR-376 und der Estrada de Ferro Central do Paraná.
Der Fluss verläuft in südwestlicher Richtung. Er fließt zwischen den Munizipien Kaloré und Borrazópolis von rechts in den Rio Ivaí. Er mündet auf 340 m Höhe. Die Entfernung zwischen Ursprung und Mündung beträgt 50 km. Er ist etwa 119 km lang.

### Munizipien im Einzugsgebiet
Am Rio Bom liegen die fünf Munizpien
- Marilândia do Sul
- Rio Bom
- Novo Itacolomi
- Kaloré
- Borrazópolis.

### Nebenflüsse
links
- Côrrego Alfavaca Doce
- Ribeirão Barra Nova
- Côrrego Vale Grande

rechts
- Ribeirão Cambira
- Ribeirão Marumbi
- Ribeirão das Pedras.[4]